# ليزلي لازاروس
ليزلي لازاروس (بالإنجليزية: Leslie Lazarus)‏ هو طبيب غدد صماء أسترالي، ولد في 1929.